# Régiments de cavalerie français d'Ancien Régime (O)
Cet article présente la liste des régiments de cavalerie français d'Ancien Régime, commençant par la lettre O.

## Régiment d'Oehm cavalerie
- Régiment d'Oehm cavalerie 

Ce régiment allemand est admis à la solde du royaume de France en octobre 1643 dans le cadre de la guerre de Trente Ans. Il combat en Allemagne, à la bataille de Tuttlingen en 1643, au batailles de Mariendhal, et de Nördlingen en 1645. Il passe en Flandre en 1647, revient en Allemagne en 1648 et repasse en Flandre en 1649. En 1650, il suit la fortune de Turenne et participe à la bataille de Rethel. Il est licencié le 13 février 1651.

## Régiment d'Orléans cavalerie
- Régiment d'Orléans cavalerie

C'est l'ancien régiment du Duc d'Anjou cavalerie, qui est renommé « régiment d'Orléans cavalerie »  le 12 avril 1660, à la mort de Gaston, frère de Louis XIII. Il est licencié le 18 avril 1661, à l'exception de la compagnie qui appartenait au duc d'Orléans et qui entre dans la composition du corps quand il est rétabli le 7 décembre 1665. La compagnie colonelle du régiment de La Châtre cavalerie entre également dans la composition du régiment. Le régiment est engagé dans les guerres de Dévolution, de Hollande, des Réunions, de la Ligue d'Augsbourg, de Succession d'Espagne, de la Quadruple-Alliance, de Succession de Pologne, de Succession d'Autriche et de Sept Ans. Le 1er décembre 1761, il reçoit l'incorporation du régiment de  Crussol d'Uzès cavalerie. Le « régiment d'Orléans cavalerie » devient sous la Révolution le 13e régiment de cavalerie et depuis le Premier Empire le 22e régiment de dragons.
.	

Régiment d'Orléans cavalerie
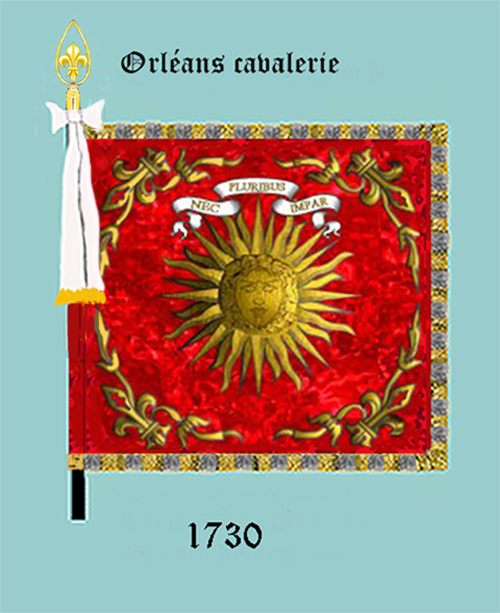
vers 1730
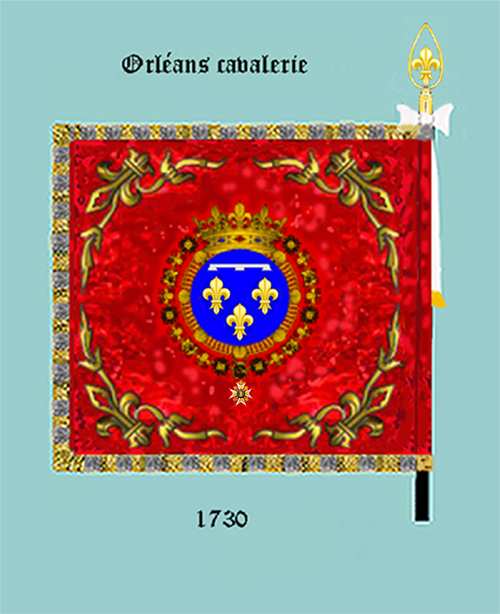
vers 1730
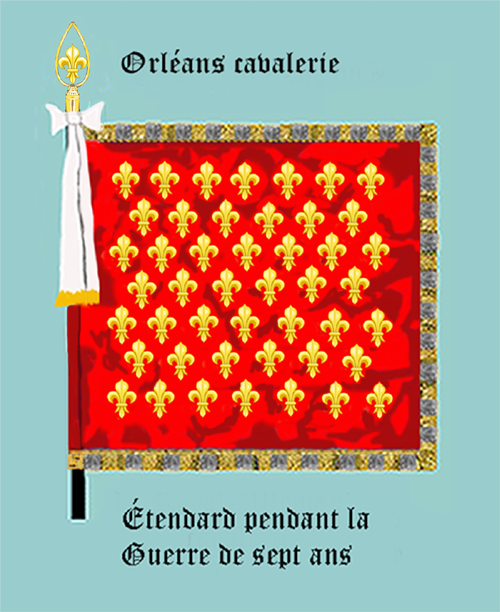
guerre de sept ans (avers)
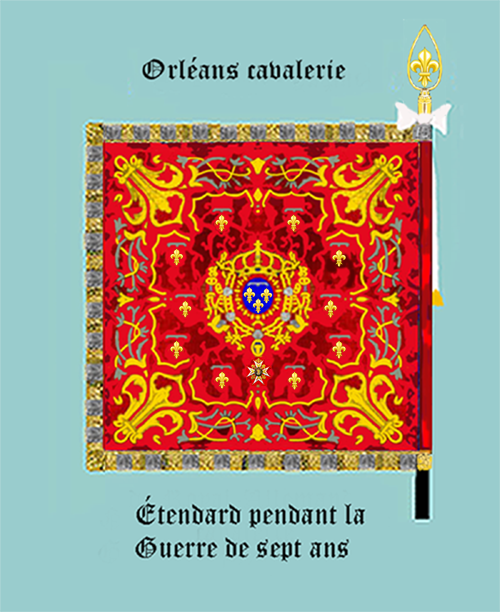
guerre de sept ans (revers)
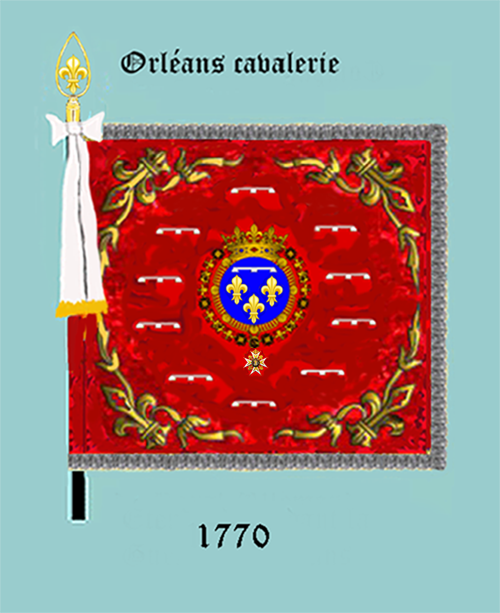
1770
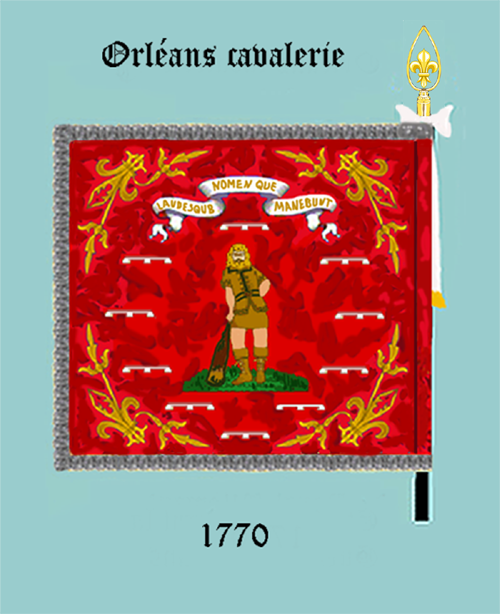
1770

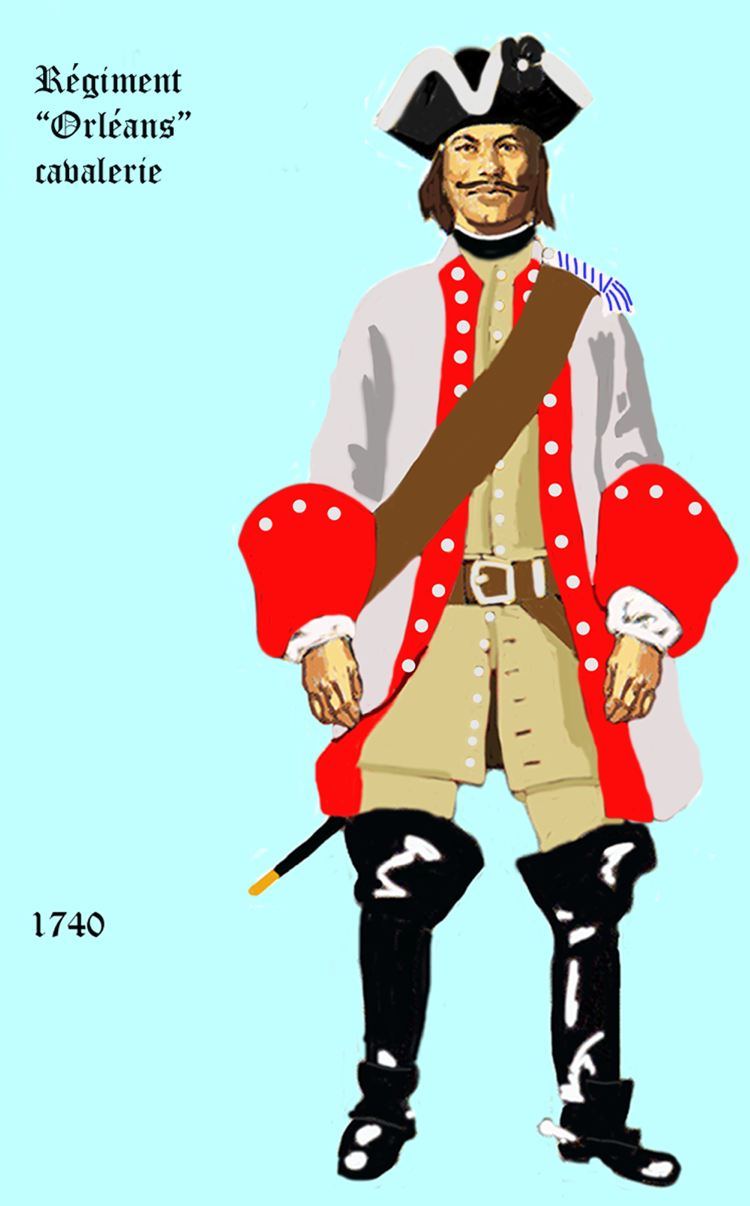
de 1740 à 1757
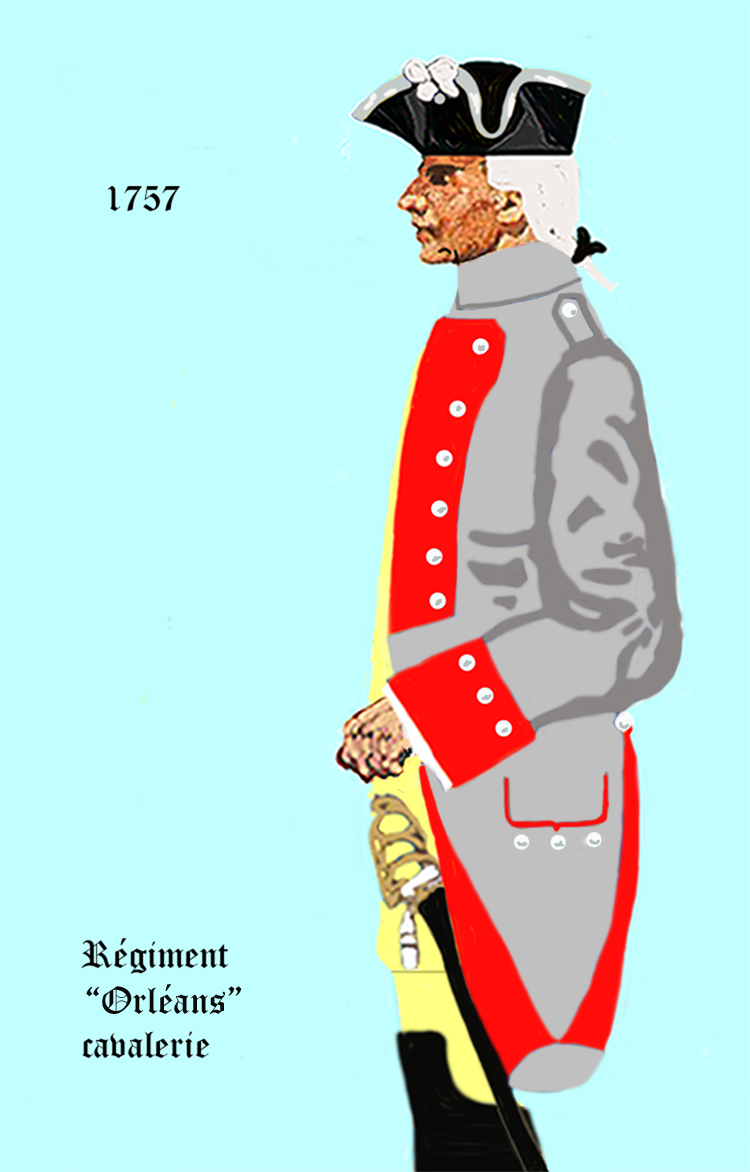
de 1757 à 1762
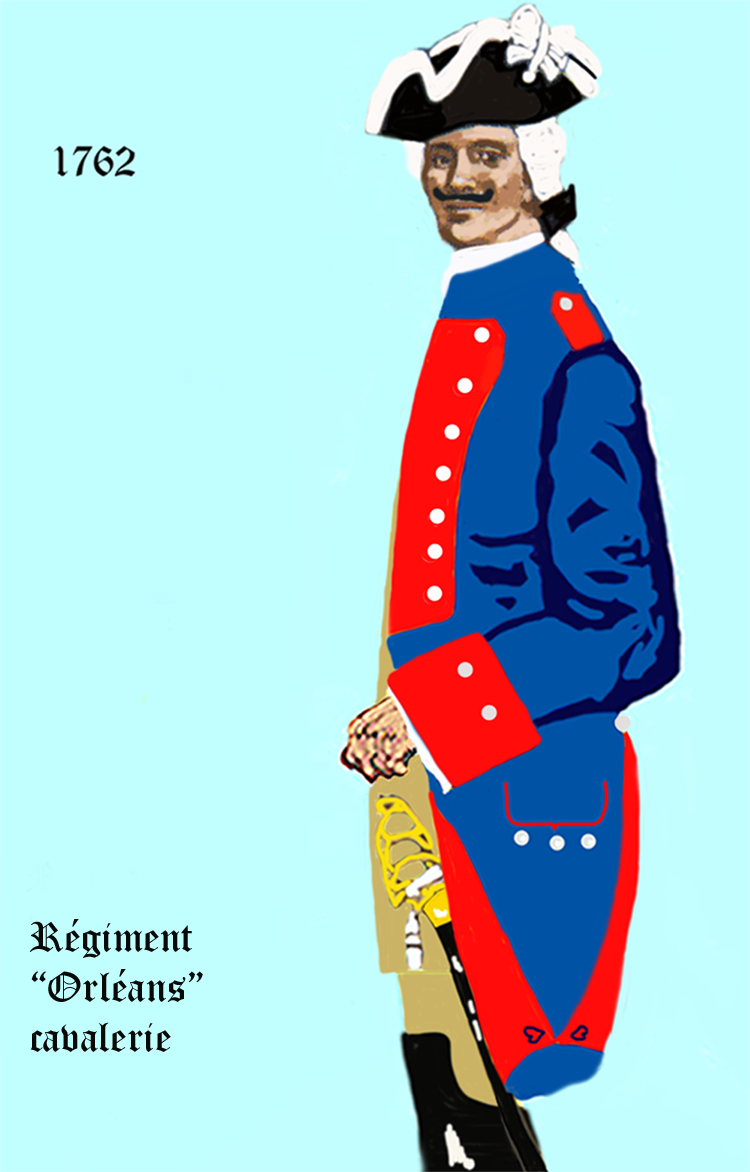
de 1762 à 1767
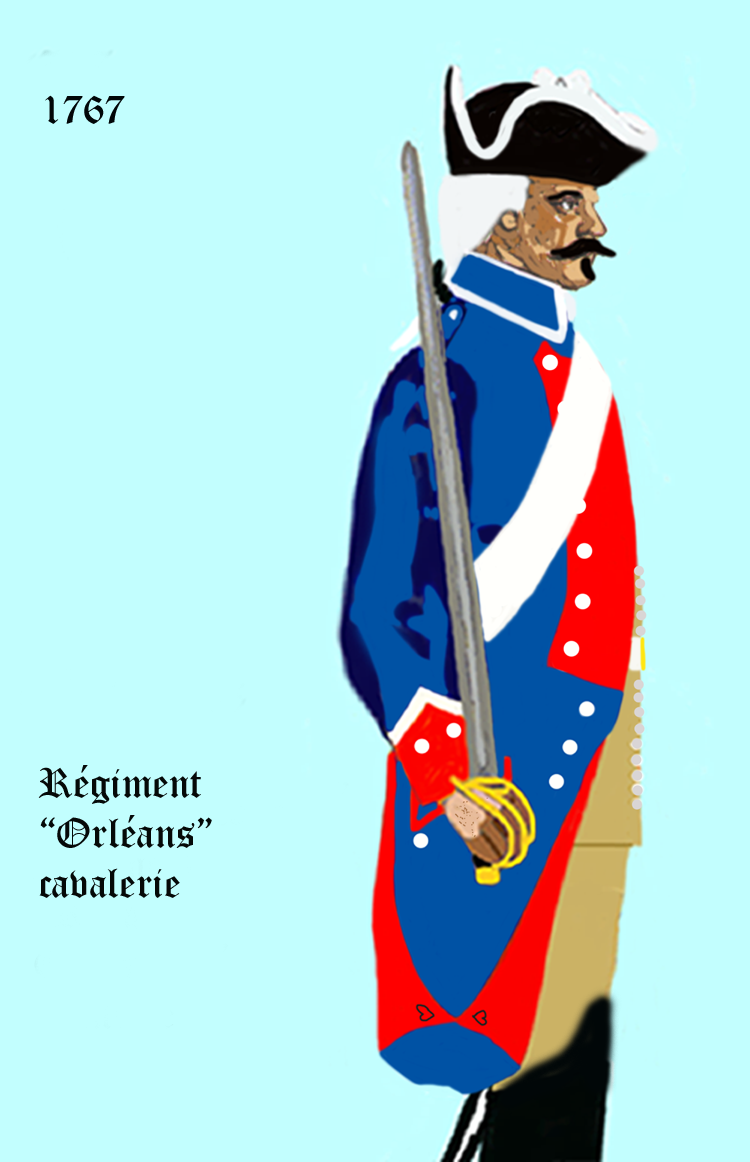
de 1767 à 1776
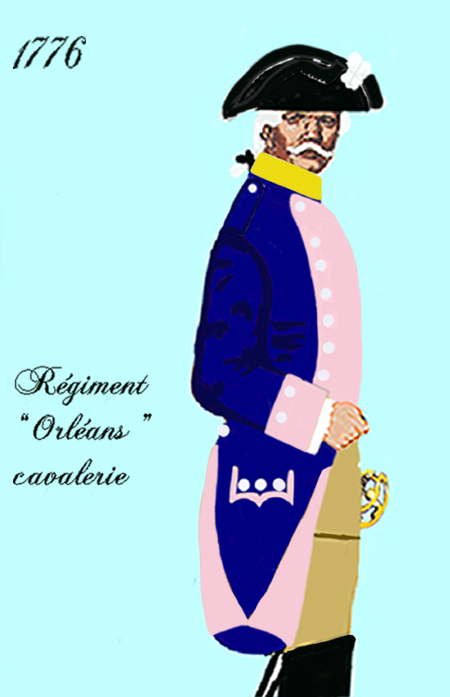
de 1776 à 1779
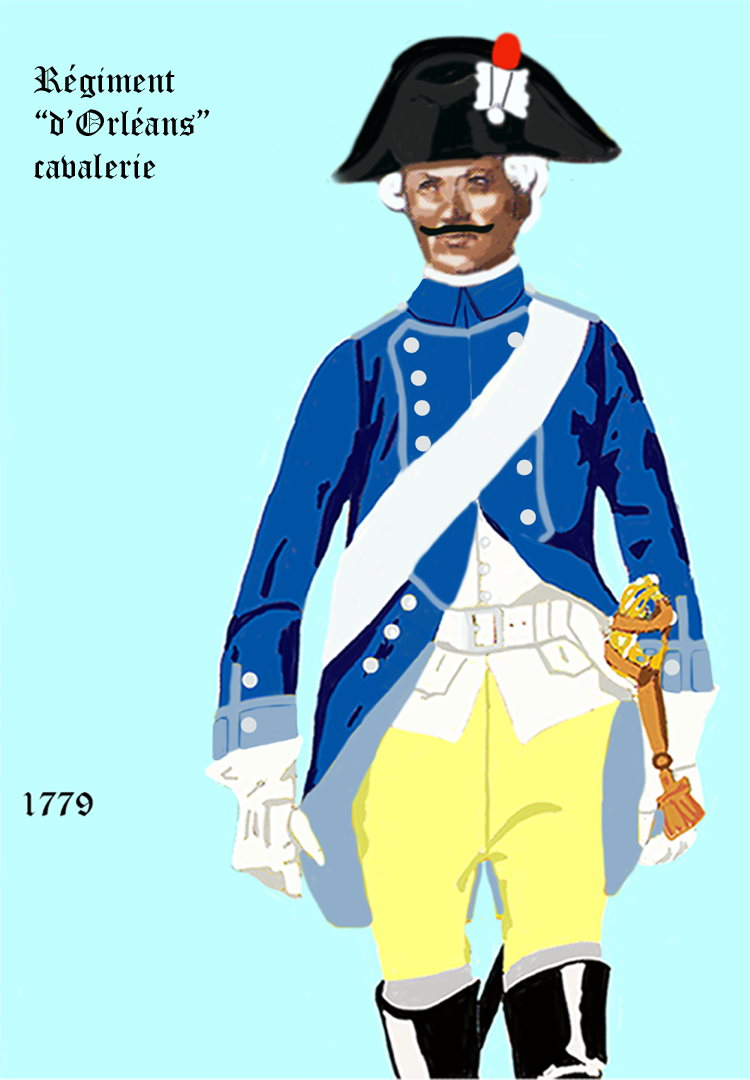
de 1779 à 1786
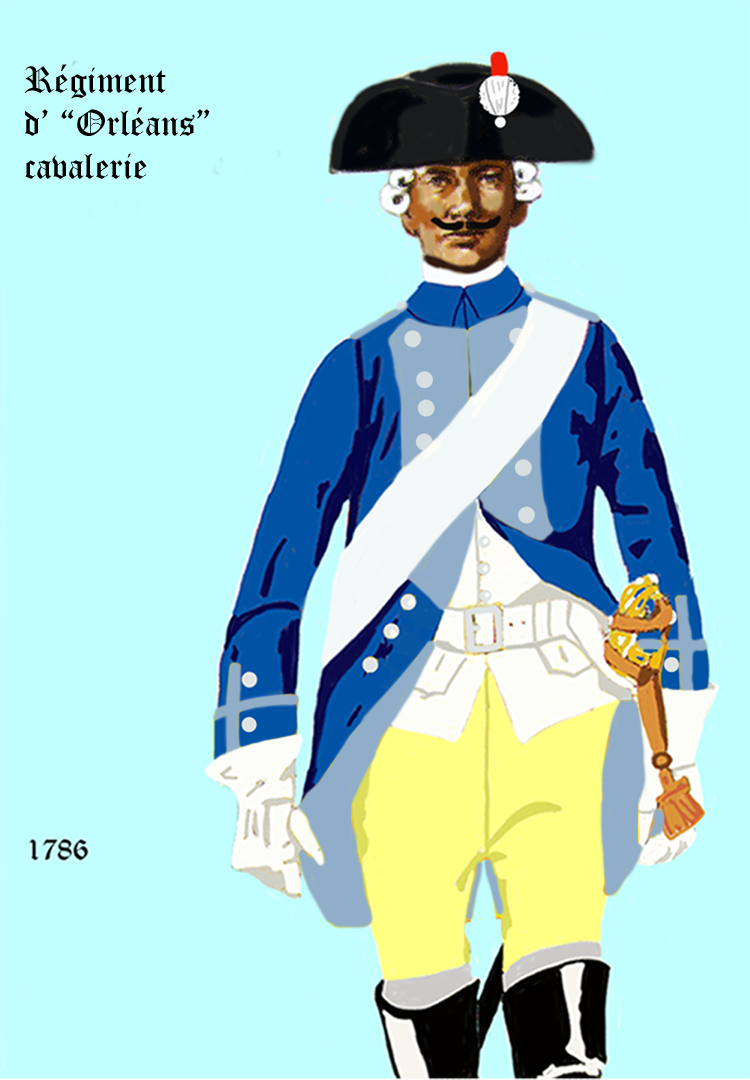
de 1786 à 1791
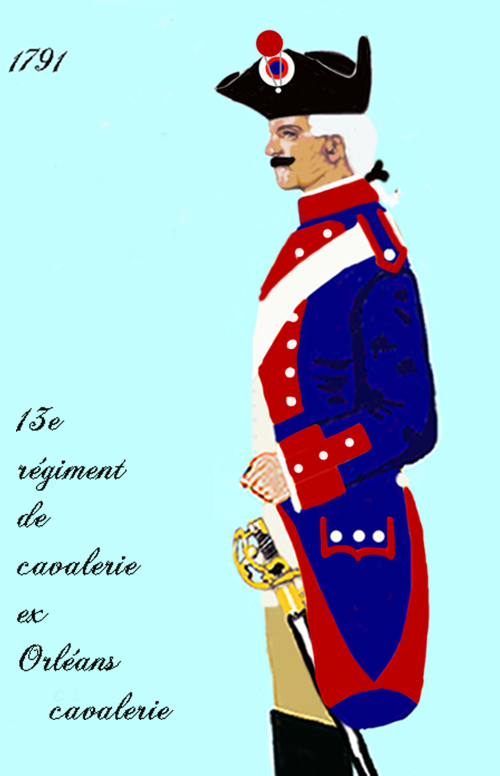
à partir de 1791

## Régiment d'Orval cavalerie
- Régiment d'Orval cavalerie

Le régiment est levé le 17 mars 1652, par François de Béthune, duc d'Orval. Engagé dans l'armée de Turenne durant la Fronde, il est engagé à la bataille du faubourg Saint-Antoine et licencié après les troubles .

## Régiment d'Orvilliers cavalerie
- Régiment d'Orvilliers cavalerie

Le régiment est levé 24 septembre 1651, par François de Monsure d'Ovilliers. Il combat en Guyenne et est licencié en 1652 après les troubles.